# Challenge Michel Moretti
Le Challenge Michel-Moretti est un tournoi amical de football organisé par l'AC Ajaccio se déroulant tous les ans depuis le suicide de l'ancien président du club, Michel Moretti, le 31 mars 2008.
Il s'agit d'un trophée saisonnier qui n'a comporté qu'un seul match en 2008, 2010 et 2011. En 2009, il s'agissait par contre d'un tournoi regroupant 4 équipes corses.
Tous les matchs se déroulent au Stade François-Coty utilisé habituellement par l'équipe première de l'AC Ajaccio. S'il y a égalité à la fin du temps réglementaire, les deux équipes passent directement à la séance de tirs au but sans jouer de prolongations.

## Palmarès
| Édition | Lieu                         | Vainqueur                  | Finaliste              | Score | Notes      |
| 2008    | Stade François-Coty, Ajaccio | Olympique de Marseille (1) | AC Ajaccio             | 2-1   |            |
| 2009    | Stade François-Coty, Ajaccio | AC Ajaccio (1)             | SC Bastia              | 1-1   | 3-0 t.a.b. |
| 2010    | Stade François-Coty, Ajaccio | AC Ajaccio (2)             | Olympique de Marseille | 1-1   | 6-5 t.a.b. |
| 2011    | Stade François-Coty, Ajaccio | SC Bastia (1)              | AC Ajaccio             | 2-1   |            |
| 2012    | Stade François-Coty, Ajaccio | AC Ajaccio (3)             | Cagliari Calcio        | 2-1   |            |
| 2013    | Stade François-Coty, Ajaccio | Cagliari Calcio (1)        | AC Ajaccio             | 3-1   |            |

## Historique

### Édition 2008
| Date            | Équipe 1   | Résultat | Équipe 2               | T.a.b. |
| --------------- | ---------- | -------- | ---------------------- | ------ |
| 26 juillet 2008 | AC Ajaccio | 1-2      | Olympique de Marseille |        |

### Édition 2009

#### Demi-finales
| Date            | Équipe 1     | Résultat | Équipe 2  | T.a.b. |
| --------------- | ------------ | -------- | --------- | ------ |
| 24 juillet 2009 | AC Ajaccio   | 4-1      | FCA Calvi |        |
| 24 juillet 2009 | GFCO Ajaccio | 1-2      | SC Bastia |        |

#### Match pour la3eplace
| Date            | Équipe 1     | Résultat | Équipe 2  | T.a.b. |
| --------------- | ------------ | -------- | --------- | ------ |
| 25 juillet 2009 | GFCO Ajaccio | 4-0      | FCA Calvi |        |

#### Finale
| Date            | Équipe 1   | Résultat | Équipe 2  | T.a.b. |
| --------------- | ---------- | -------- | --------- | ------ |
| 25 juillet 2009 | AC Ajaccio | 1-1      | SC Bastia | 3-0    |

### Édition 2010
| Date             | Équipe 1   | Résultat | Équipe 2               | T.a.b. |
| ---------------- | ---------- | -------- | ---------------------- | ------ |
| 3 septembre 2010 | AC Ajaccio | 1-1      | Olympique de Marseille | 6-5    |

### Édition 2011
| Date             | Équipe 1   | Résultat | Équipe 2  |
| ---------------- | ---------- | -------- | --------- |
| 3 septembre 2011 | AC Ajaccio | 1-2      | SC Bastia |

### Édition 2012
| Date        | Équipe 1   | Résultat | Équipe 2        |
| ----------- | ---------- | -------- | --------------- |
| 4 août 2012 | AC Ajaccio | 2-1      | Cagliari Calcio |

### Édition 2013
| Date             | Équipe 1   | Résultat | Équipe 2 |
| ---------------- | ---------- | -------- | -------- |
| 6 septembre 2013 | AC Ajaccio | 1-3      | Parme FC |

## Nombre de victoires
- 3 victoires :
  - AC Ajaccio - 2009, 2010, 2012

- 1 victoire :
  - Olympique de Marseille - 2008
  - SC Bastia - 2011
  - Parme FC - 2013

## Meilleurs buteurs
- 2 buts :
  - Bakari Koné (O.Marseille)
  - Foued Khazri (Gazélec Ajaccio)
  - Toifilou Maoulida (SC Bastia)
  - Mehdi Méniri (SC Bastia)
  - Julien Viale (AC Ajaccio)

- 1 but :
  - Fabrice Begeorgi (AC Ajaccio)
  - Alexandre Castel (Gazélec Ajaccio)
  - Thomas Deruda (AC Ajaccio)
  - Riad Dob (Gazélec Ajaccio)
  - Rémi Fournier (AC Ajaccio)
  - Christophe Gaffory (SC Bastia)
  - André-Pierre Gignac (O.Marseille)
  - Philippe Gigon (Gazélec Ajaccio)
  - Dominique Menozzi (FCA Calvi)
  - Jean-François Rivière (AC Ajaccio)
  - Richard Socrier (AC Ajaccio)
  - Mehdi Mostefa (AC Ajaccio)
  - Johan Cavalli (AC Ajaccio)
  - Daniele Conti (Cagliari Calcio)
  - Okaka (Parme FC)
  - Amauri(Parme FC)
  - Benalouane (Parme FC)
  - Tallo(AC Ajaccio)